# Embraer EMB 120 Brasilia

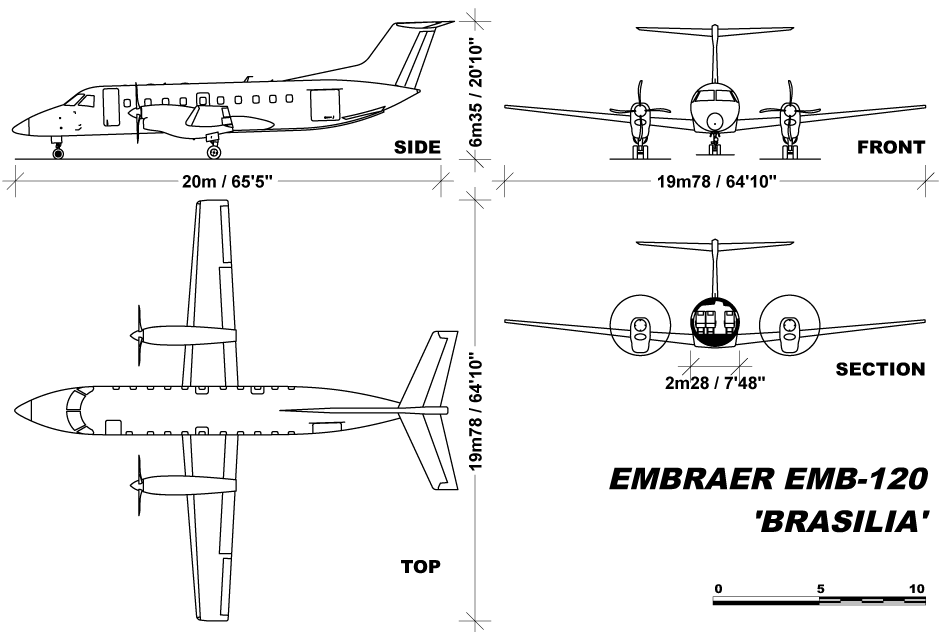
Tekening Embraer EMB 120

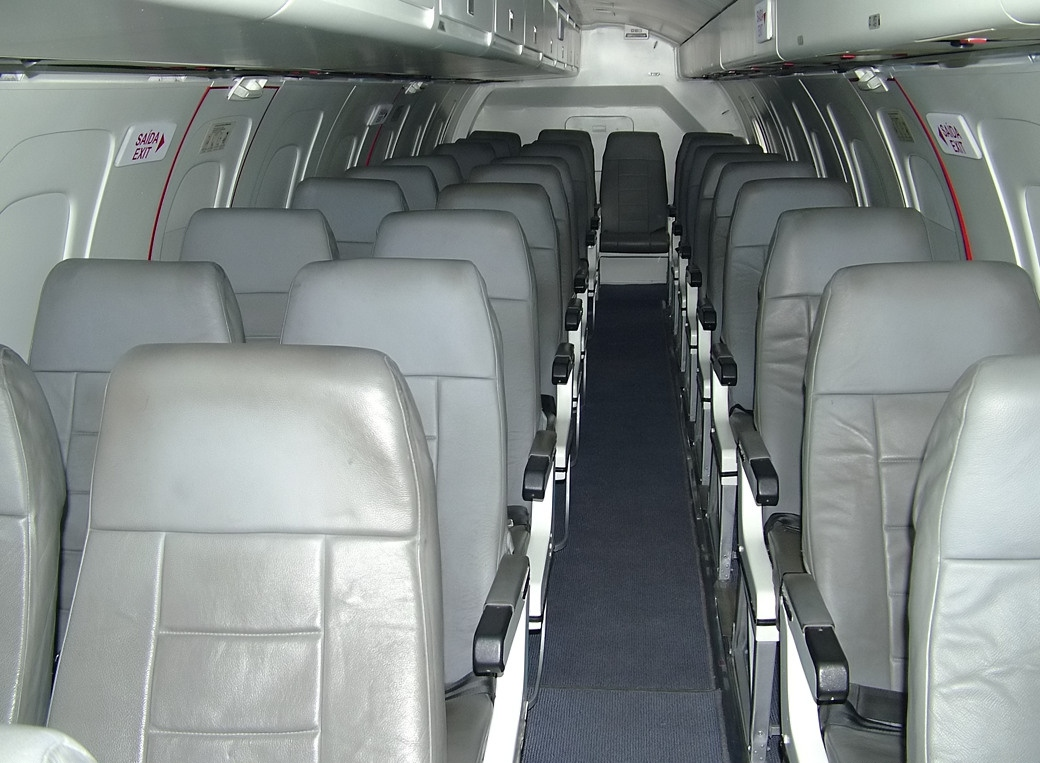
Interieur

De Embraer EMB 120 Brasilia is een tweemotorig turboprop-verkeersvliegtuig van de Braziliaanse vliegtuigbouwer Embraer. Het vloog voor het eerst in 1983. Met 30 stoelen concurreert de EMB 120 met de Saab 340.

## Gebruikers

### Civiel
Australië
- Airnorth (6)
- Skippers Aviation (6)
- Network Aviation (6)

 Brazilië
- Meta Linhas Aéreas (2)
- Puma Air (2)
- Passaredo Transportes Aéreos (6)
- Rico Linhas Aéreas (3)
- Air Minas (4)

 Dominicaanse Republiek
- Air Century (1)
- Servicios Aereos Profesionales (1)

 Ecuador
- TAME in dienst bij SAEREO (2)

 Frankrijk
- Atlantique Air Assistance (1)

 Georgië
- Vanilla Sky Georgia (1)

 Honduras
- Rollins Air (4)

 Hongarije
- Budapest Aircraft Service (2)

 Moldavië
- Air Moldova (1)

 Rusland
- Atlant-Soyuz Airlines (2)

 Spanje
- Swiftair (9)

 Verenigde Staten
- Ameriflight (7)
- SkyWest Airlines (56)
- Great Lakes Aviation (6)

### Militair
Angola
- People's Air and Air Defence Force of Angola

 Brazilië
- Brazilian Air Force

 Uruguay
- Uruguayan Air Force

## Overige specificaties
| Embraer                | EMB 120            |
| Gewicht:               |                    |
| Max. betalende lading: | 3320 kg            |
| Prestaties:            |                    |
| Max. snelheid:         | 584 km/h (315 kts) |
| Max. bereik:           | 1481 km            |
| Cabine:                |                    |
| Cabine hoogte:         | 1,76 m             |
| Cabine breedte:        | 2,10 m             |
| Aantal stoelen:        | 30                 |

Civiel: Embraer EMB 110 Bandeirante · Embraer EMB 120 Brasilia · Embraer EMB 312 Tucano · Embraer EMB 326 Xavante · Embraer ERJ 135/140/145 · Embraer 170/175 · Embraer 190/195

Militair: Embraer C-390 Millennium